# Pukou
För andra betydelser, se Pukou (olika betydelser).
Pukou, tidigare romaniserat Pukow, är ett stadsdistrikt i provinshuvudstaden Nanjing i Jiangsu-provinsen i östra Kina.
Orten var tidigare en viktig järnvägsknutpunkt, då den utgjorde den sydliga slutpunkten i Tianjin-Pukou-järnvägen varifrån järnvägsvagnar fick föras med färja över Yangtze-floden. Orten förlorade denna funktion när Nanjings bro över floden öppnades 1968.
- Wikimedia Commons har media som rör Pukou.